# Thibaud Roggeri

Thibaud Roggeri (Vicoforte, 1099 – Alba, 1150) est vénéré comme saint par l'église catholique.

## Biographie
Thibaud Roggeri naquit dans une famille de la petite bourgeoisie locale, mais perdit très jeune ses deux parents ; il se rendit à Alba où il travailla comme commis chez un cordonnier. À la mort de son patron, environ dix ans après son arrivée, il décida de se rendre en pèlerinage au sanctuaire de Saint-Jacques-de-Compostelle en Espagne, comme il était d'usage à cette époque.
Il revint à Alba et choisit de devenir homme de labeur, en signe de mortification, croyant que cela fût un travail très dégradant et semblable à celui des bêtes. Avec ses maigres gains, il aida les pauvres, dormant dehors, sur le parvis de l'église locale. À l'âge de cinquante ans environ, il mourut de privations, et fut enterré selon ses volontés près de l'église qui avait été sa maison et dans laquelle il avait occupé les fonctions de sacristain pendant les quelques heures de libres que lui laissait son dur travail.

## Culte
Une église fut construite à Vicoforte (1797-1821) sur la place qui lui fut dédiée et devant sa maison natale (dans la rue Galliano) où le premier juin est fêté l'anniversaire de sa canonisation qui eut lieu le 31 janvier 1429. Sa dépouille fut gardée dans le dôme d'Alba.